# ゲシュタポ

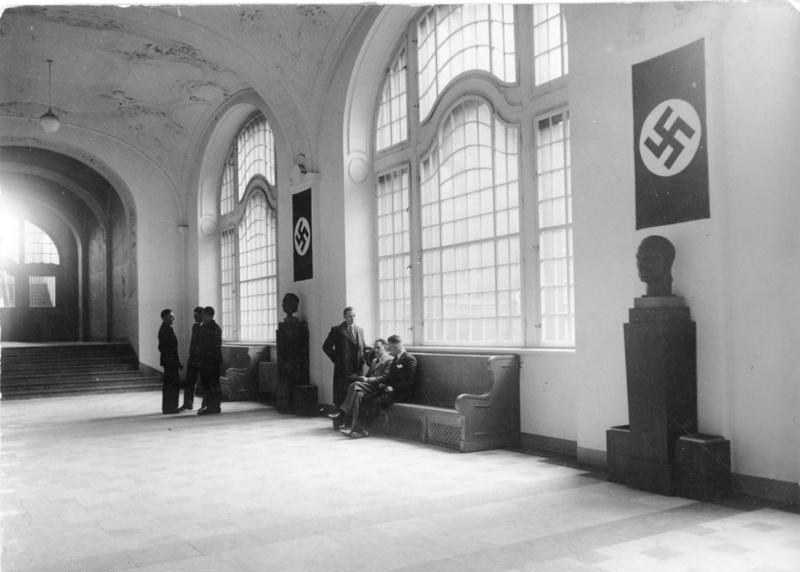
ベルリン、プリンツ・アルプレヒト街8番地のゲシュタポ本部。1階中央ホール。1934年

ゲハイメ・シュターツポリツァイ（ドイツ語: Geheime Staatspolizei、通称ゲシュタポ、独: Gestapo）は、ナチス・ドイツ期のプロイセン自由州警察、あるいはその後、ドイツ警察の中にあった秘密警察部門。「ゲハイメ・シュターツポリツァイ」は、秘密国家警察を意味するドイツ語。
1939年9月、国家保安本部（警察機構を司るナチス親衛隊の組織）に組み込まれた。

## 概要
1933年にプロイセン自由州の秘密警察・プロイセン秘密警察として同州内相ヘルマン・ゲーリングが発足させた。1934年に親衛隊（SS）のハインリヒ・ヒムラーとラインハルト・ハイドリヒが指揮権を握り、1936年に活動範囲を全ドイツに拡大させた。同年に保安警察の一部局、さらに1939年には国家保安本部の第IV局に改組された。
第二次世界大戦中にはドイツ国防軍が占領したヨーロッパの広範な地域に活動範囲を広げ、ヨーロッパ中の人々から畏怖された。その任務はドイツおよびドイツが併合・占領したヨーロッパ諸国における反ナチ派やレジスタンス、スパイなどの摘発、ユダヤ人狩りおよび移送などである。

## 歴史

### 前史
1933年1月30日、国家社会主義ドイツ労働者党（ナチ党）党首アドルフ・ヒトラーがパウル・フォン・ヒンデンブルク大統領よりドイツ国首相に任命され、政権を獲得した。
当時のドイツの首都ベルリンは、共産主義者の活動の拠点であり、「赤いベルリン」と称されることもあるほどであった。ヒトラーは政敵である共産主義者の排除を目論み、腹心のヘルマン・ゲーリングをベルリンを州都とするプロイセン州の内務大臣に任じた。ドイツではヴァイマル憲法に基づき地方自治が確立され、警察権も中央政府になく州政府に委ねられていた。ゲーリングは早速、警察局長に親衛隊中将クルト・ダリューゲを任じるなど警察幹部をナチ党の突撃隊員や親衛隊員に挿げ替え、ドイツ社会民主党系のプロイセン州官吏を追放するなどして警察のナチ化を進めた。2月6日、ヒンデンブルク大統領は「プロイセンにおける秩序ある統治関係制定のための大統領令」を発令。これはプロイセン州政府の全権をゲーリングに移譲するものであった。

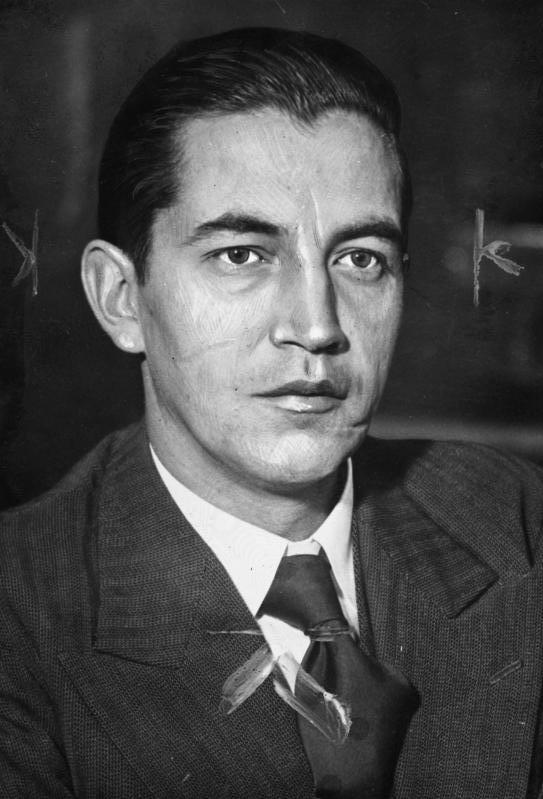
ルドルフ・ディールス

同日、ゲーリングはプロイセン州警察の政治警察部門「1A課 (Abteilung 1A)」の課長にプロイセン州内務省高級官僚ルドルフ・ディールス（彼は当時ナチ党員ではなかった）を任じた。この1A課はナチス党政権掌握前のヴァイマル共和政時代からプロイセン州警察に存在していた秘密警察部署であり、「警察は現行法の枠内で行動する」というプロイセン警察施行令第14条の適用の対象外とされている組織だった。
共産主義者の仕業とされたドイツ国会議事堂放火事件の翌日の1933年2月28日に「民族及び国家保護のための大統領緊急令」(Verordnung des Reichspräsidenten zum Schutz von Volk und Staat) が、憲法第48条（大統領緊急令規程）により出された。これにより国民は、憲法により保障されていたあらゆる権利が広く制限されうる事態となった。この大統領緊急令の中に「公共秩序を害する違法行為は強制労働をもって処する」という条文がある。「強制収容所 (Konzentrationslager)」という言葉や「保護拘禁 (Schutzhaft)」という言葉こそ出てこないものの、この大統領緊急令が事実上、反ナチ党分子を保護拘禁して強制収容所 (KZ)へ送り込む法的根拠となった。
犯罪者として刑務所へ収監するためには裁判を経る必要があるが、保護拘禁は「潜在的危険分子」として一時的に拘禁することであるから裁判を行わず、強制収容所へ収監することが可能となるという利点があった。
ゲーリングはこの大統領緊急令の発令後、ただちにドイツ共産党員4,000人の保護拘禁と逮捕を命じた。この命令により3月から4月にかけて2万5000人以上の市民が逮捕されることになったという。
ゲーリングは1933年4月10日にフランツ・フォン・パーペン（ドイツ国副首相）から譲られてプロイセン州首相となっている。

### プロイセン州秘密警察

#### ゲーリングとディールスの指揮下時代

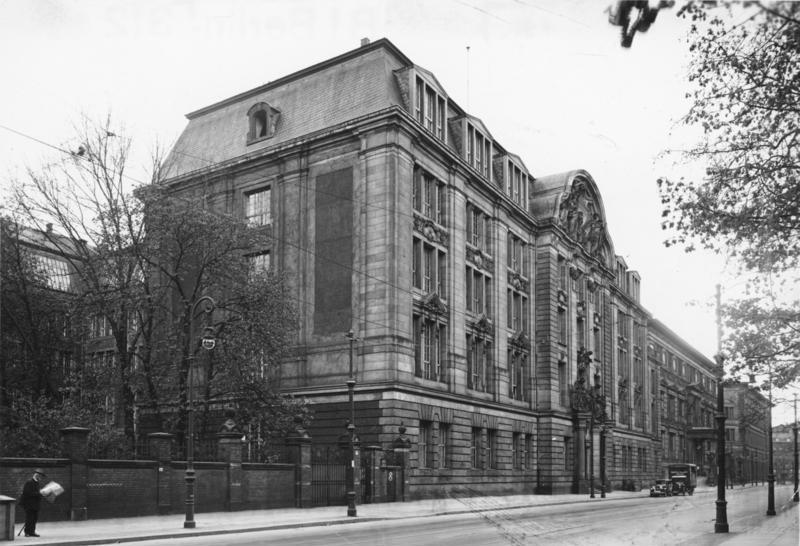
ベルリン、プリンツ・アルブレヒト通り8番地のゲシュタポ本部外観。1933年

1933年4月26日付通達でゲーリングはプリンツ・アルブレヒト通り8番地にあったホテルを接収すると、ここにプロイセン秘密国家警察局 (Preußisches Geheimes Staatspolizeiamt) を新設し、プロイセン州の政治警察の一本化をはかった。1A課もここに吸収され、その中核となった。これがゲシュタポの原点である。ちなみに「ゲシュタポ」という略称は、郵便局がここのスタンプを作る際、「GESTAPA（ゲシュタパ）」という郵便略号を使ったのが最初である。この頃は秘密国家警察「局（amt）」が「ゲシュタパ」と呼ばれていた。その後いつの間にか秘密警察全体が「GESTAPO（ゲシュタポ）」の名で知れ渡るようになったものである。この日に公布された第1ゲシュタポ法は、ゲシュタポを最上位警察とし、その職務は秘匿とし、州内相（ゲーリング）にのみ責任を負うと定めていた。同日の内相回覧布告により、各県毎に秘密国家警察局を補助し、県知事に直属する国家警察部が新設された。
秘密国家警察局長 (Leiter des Geheimen Staatspolizeiamtes) にはルドルフ・ディールスが就任した。2月22日にプロイセン州内相としてゲーリングが発した補助警察布告により、突撃隊と親衛隊隊員が補助警察官として警察の捜査を補助することとなっていたが、4月21日と6月7日の補充規定により、ゲシュタポに対する補助機能は親衛隊のみが担当することとなった。
さらに1933年11月30日に「秘密国家警察に関する法」、通称第2ゲシュタポ法が公布され、秘密国家警察局長の上にゲシュタポ長官 (Chef des Geheimen Staatspolizeiamtes) を置き、長官は州首相（ゲーリング）が兼務するとされた。局長のディールスはゲシュタポ統監 (Inspekteur der Geheimen Staatspolizei) を兼ねることなり、各県の国家警察部は首相の命令下にある統監の直接指揮下におかれることとなった。これによりゲシュタポはドイツ国内務省やプロイセン州内務省、各県の指揮下から離れてゲシュタポ長官、すなわちゲーリングの個人的指揮下に置かれる形となった。また、この時点でゲシュタポは行政訴訟の対象にならないとされ、ゲシュタポの措置に異議を唱えることは不可能になった。
なお1933年9月末にはルドルフ・ディールスが一時ゲシュタポ局長を外され、ベルリン警察副長官に左遷されている。これはヒンデンブルク大統領の要請によるものであった。大統領の下には各方面からゲシュタポの無法やディールスの不正行為についての直訴が届いていた。これらの直訴にはドイツ国内相ヴィルヘルム・フリックと親衛隊全国指導者ハインリヒ・ヒムラーが関与していた。フリックはゲーリングがゲシュタポの指揮権を自分から独立した物にしようとしていることに腹を立てていた。一方ヒムラーはゲシュタポの指揮権をゲーリングから奪い取ることを狙っていた。
ヒムラーの命を受けたヘルベルト・パッケブッシュ親衛隊大尉が親衛隊部隊を率いてディールスの自宅を強襲し、彼の共産党との関係や不正の証拠を手に入れようとした。ディールスは警察を引き連れて急行し、パッケブッシュを逮捕したが、ゲーリングは彼を釈放させ、さらにディールスの自宅にゲーリングの警察が捜査を行い、身に危険を感じたディールスはチェコスロヴァキアのカールスバートに身を隠した。ゲーリングが後任としてゲシュタポ局長および統監に据えたのはアルトナ警察署長パウル・ヒンクラーであった。しかしヒンクラーは、アルコール中毒者で奇行が多く、ゲーリングも10月末には解任せざるを得なくなった。この後、ディールスが呼び戻されて再度ゲシュタポ局長に任命された。
ただしディールスは、1933年6月22日には州警察局長クルト・ダリューゲに対し「原則的に将来秘密国家警察局の執行吏はSS（親衛隊）から採用されるべきでしょう」という進言を行っており、親衛隊に迎合する動きも見せていた。

#### ヒムラーとハイドリヒの指揮下時代
ナチ党の党警察組織である親衛隊 (SS)の全国指導者ハインリヒ・ヒムラーと親衛隊諜報部 (SD)長官ラインハルト・ハイドリヒは、ナチス党政権掌握後、バイエルン州の政治警察を監督していた。ドイツ国内相ヴィルヘルム・フリックは、独立傾向のゲーリングと対決するための「実力」を求めて、親衛隊に接近してきた。フリックは、1933年11月から1934年1月までにかけてドイツ各州の警察権力をヒムラーに任せていった。ヒムラーの指揮下に入っていないのはプロイセン州とシャウムブルク＝リッペ州 (Schaumburg-Lippe) の警察だけとなった。1934年1月30日の「ドイツ国再建に関する法」により、州の諸高権は国家へ移行し、5月1日には国家の内務省とプロイセン州の内務省が合併された。これ以降プロイセン警察の諸規定が各州に適用される自体が徐々に増加していった。

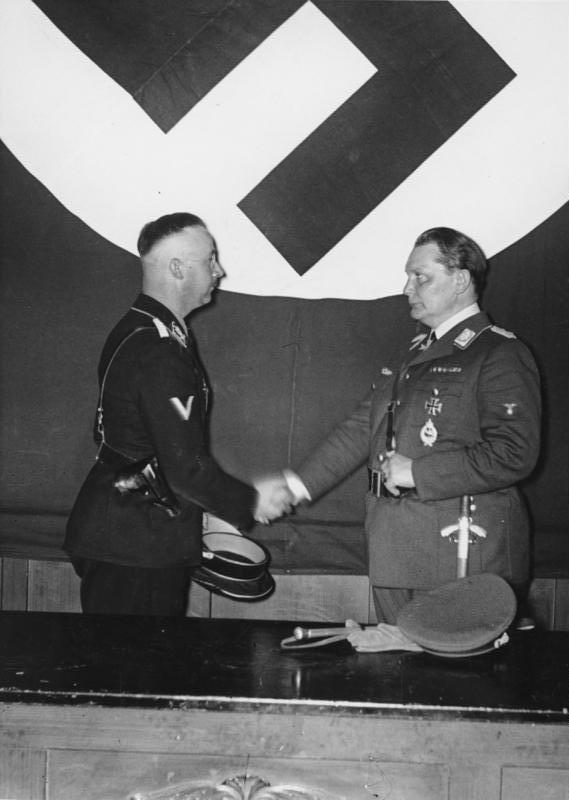
1934年4月20日、ベルリン。ヘルマン・ゲーリング（右）から「ゲシュタポ長官代理兼ゲシュタポ統監」に任じられるハインリヒ・ヒムラー（左）。

フリックと親衛隊からの圧力が強まる中の1934年4月20日、ゲーリングは、ゲシュタポ長官代理とゲシュタポ統監にハインリヒ・ヒムラーを任じた。これをもって実質的なゲシュタポの指揮権をヒムラーに引き渡すこととなった。ゲーリングは1935年11月20日までゲシュタポ長官の座にとどまったが、形式的な存在であった さらにディールスはライン県知事に転出となり、4月22日、ラインハルト・ハイドリヒがゲシュタポ局長となった。
ゲーリングがゲシュタポ指揮権をヒムラーに譲った理由は諸説あり定かではない。緻密さが要求される警察業務に飽きてしまったとも、自らの名声を秘密警察業務で汚したくなかったともいわれる。ゲーリングのライバルであるエルンスト・レーム以下突撃隊の隊員たちが「第二革命」を唱えて暴走し始めていたので彼らとの対決のために親衛隊と手打ちする必要があったのではないかともいわれる。
ヒムラーはゲシュタポの実質的な運営をハイドリヒにゆだねた。ヒムラーとハイドリヒはバイエルン州ミュンヘンからベルリンのプリンツ・アルプレヒト街のゲシュタポ本部へ移動することとなった。
1934年6月末の長いナイフの夜の突撃隊幹部の粛清ではハインリヒ・ヒムラーとラインハルト・ハイドリヒが主導的役割を果たしたため、ハイドリヒの指揮下にあるもう一つの組織SDとともにゲシュタポは一連の粛清に深く関与することとなった。ゲシュタポは粛清リストを作成し、さらにその実行である暗殺や処刑にも参加した。ゲシュタポのコマンドはエーリヒ・クラウゼナーを運輸省内で殺害し、前首相クルト・フォン・シュライヒャー大将とフェルディナント・フォン・ブレドウ少将を殺害した。
ハイドリヒは、有能な人材をゲシュタポにかき集めることから始めた。まずバイエルン州警察時代の部下たち、ハインリヒ・ミュラー、フランツ・ヨーゼフ・フーバー、ヨーゼフ・マイジンガーらをベルリンのゲシュタポへ招集した。さらにベルリンの警察にも目を付け、ベルリンの刑事警察官アルトゥール・ネーベを取りたてた。またハイドリヒはドイツ各地から法律家や専門家を集めたが、その中にヴェルナー・ベスト博士がいた。さらに1935年初頭にゲシュタポの機構改革が行われた。各「課 (Abteilung)」を3つの「部 (Hauptabteilung)」に統合することとしたのであった。ゲシュタポは、1部（行政・司法）、2部（政治警察）、3部（諜報警察）の3つの部から構成されることとなり、そのうちゲシュタポ全体の統括と2部の統括をハイドリヒ自身が行い、1部と3部をヴェルナー・ベストが統括した。ハイドリヒの統括する2部は、「マルキシズム」担当課（共産主義者や社会主義者の取り締まり。課長ハインリヒ・ミュラー。）、「反動、非合法活動、教会」担当課（キリスト教会や保守の反ナチ運動取締り。課長フランツ・ヨーゼフ・フーバー。）「NSDAP、堕胎、175頁、純血問題」担当課（ナチ党内反ヒトラー活動、堕胎、同性愛、ユダヤ人との交際取り締まり。課長ヨーゼフ・マイジンガー。）など6つの課から構成されていた。
1936年2月10日に第3ゲシュタポ法が制定され、以降ゲシュタポの職権はプロイセン州に限らず、全ドイツに及ぶことが定義された。ただしこの法律公布後もゲシュタポは、その正式名称にプロイセン州をふくむドイツ全国を指す「Reichs（ライヒの）」を冠さず、「Staats」の名称を冠したままであった。またこの法律によりゲシュタポは法を超越した存在である事が確認された。すなわち裁判所にはゲシュタポの決定が合法であるかどうかの審査権はなく、また裁判所で無罪判決を受けた者であってもゲシュタポは逮捕して「保護拘禁」することが可能となった。1936年9月20日にはゲシュタポ局長が各州の政治警察司令官となることが確認された。

### 保安警察・国家保安本部

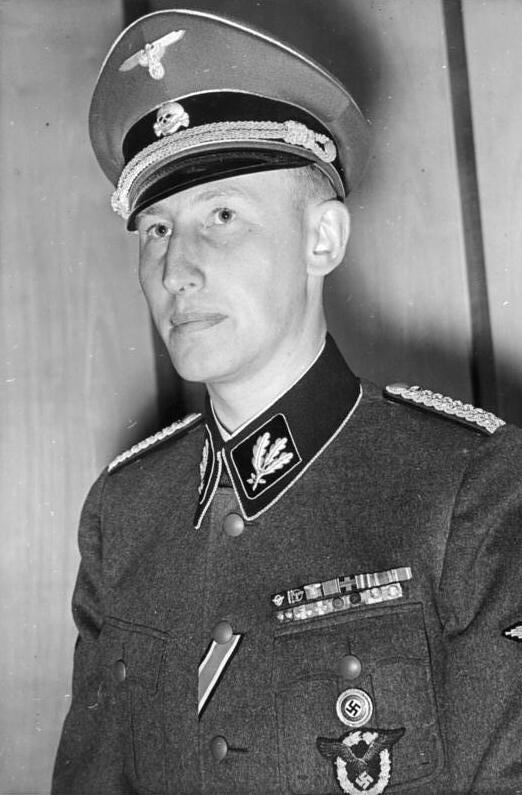
ラインハルト・ハイドリヒ、1940年

1936年6月17日、ヒムラーは内相フリックに下属する全ドイツ警察長官 (Chef der Deutschen Polizei) に任じられた。この地位はすべての警察所管事項を管掌するものであったが、内相の指揮下にあるとは明言されていないものであった。6月26日、ヒムラーは州政府の警察権を中央政府に移管させ、政治警察であるゲシュタポと刑事警察（殺人・強盗など凶悪犯罪の捜査にあたる警察機関）のクリポ (KriPo) を保安警察（Amt Sicherheitspolizei, 略号: Sipo）として束ね、改めてラインハルト・ハイドリヒに委ねた（なお秩序警察（オルポ（Orpo）、政治警察でない通常警察）はクルト・ダリューゲに委ねられた）。
ハイドリヒは保安警察を「行政・法制局」、「政治警察局」、「刑事警察局」の3つに分けた。このうち「政治警察局」がゲシュタポであった。「政治警察局」（ゲシュタポ）は、これまで通り1部（行政・司法）、2部（政治警察）、3部（諜報警察）の3つの部から構成された。ハイドリヒは政治警察局の局長にハインリヒ・ミュラーを据えた。

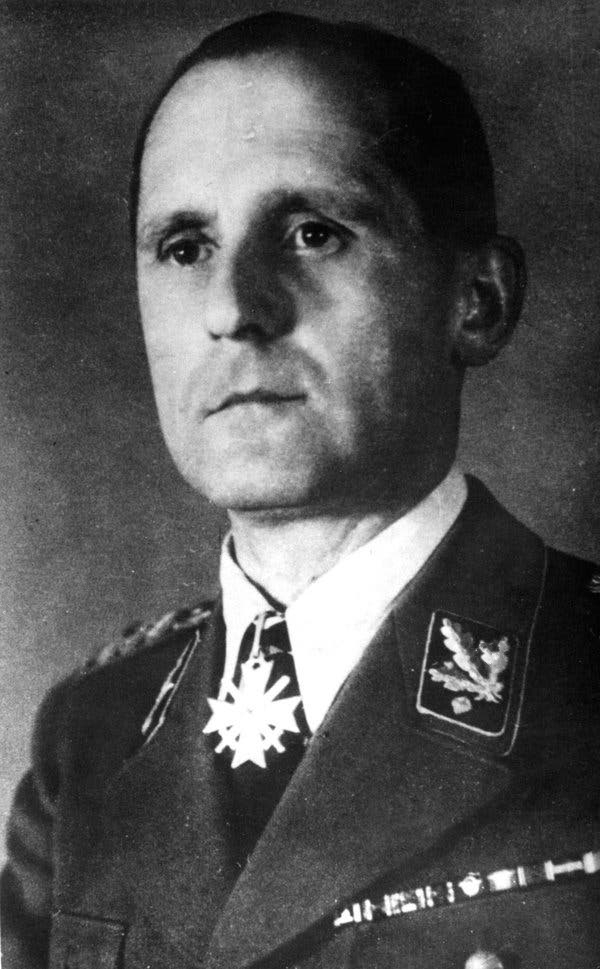
ハインリヒ・ミュラー、1941年

同じくハイドリヒの指揮下にあったナチ党の諜報組織親衛隊諜報部 (SD)とゲシュタポは職務区分が明確でなかったため、反目することがあった。1935年の段階でゲシュタポ本局の職員の3割がSD隊員であるなど高率であった、プロイセン州全体のゲシュタポ隊員のうちSDは9%に満たなかった（親衛隊員は全体の20%）。1937年7月1日にハイドリヒは保安警察及びSD長官（Chef der Sicherheitspolizei und des SD、略称CSSD）命令を出して、両者の職務領域を区分している。SDは党内問題、人種問題、文化問題、教育問題、外国問題、行政問題、フリーメイソンなどを専管するとされ、一方ゲシュタポはマルクス主義、移民、国事犯を専管とすると定めた。教会、世界観問題、ユダヤ人、過激派、黒色戦線（ナチス左派のオットー・シュトラッサーの分派組織）、経済問題、報道問題については共同管轄となった。SDを情報分析機関とし、ゲシュタポを執行機関とするのがこの区分命令の狙いであったと指摘されている。しかしSDの独自行動はやまず、1936年の年末にアプヴェーア（ドイツ国防軍防諜部）とゲシュタポは権限分画を定めた協定を結んでいたが、SDがゲシュタポや官庁に対する監視活動を続け、アプヴェーアは「（SDが）国防上捨て置けない存在」になっていると訴えるほどであった。
1938年1月には内務省が定めていた「保護拘禁規則」が改定された。これにより保護拘禁の権限はゲシュタポにしかないことが明確に定められた。また保護拘禁の対象は政治的敵対者に限定されず、「その行動が民族や国家に危険を及ぼす者」全てに適用されることとなった。これによりこれまで「予防拘禁 (Sicherungsverwahrung)」によって強制収容所へ入れていた「反社会分子」をゲシュタポが保護拘禁で強制収容所へ送ることができるようになった。
ゲシュタポは強制収容所に収容する者の選定権を有したが、収容所そのものの管理権はなかった。これはヒムラーに直属するテオドール・アイケ（戦時中にはリヒャルト・グリュックス）の指揮下にある親衛隊髑髏部隊にあった。ハイドリヒは強制収容所の管理権を欲しがり、その種の工作をしていたが、ハイドリヒへの権力集中を恐れていたヒムラーは最後までこれを認めなかった。
1938年1月から2月に保安警察は国防相ヴェルナー・フォン・ブロンベルク元帥と陸軍総司令官ヴェルナー・フォン・フリッチュ上級大将の失脚事件（ブロンベルク罷免事件）に関与した。
1938年6月23日には保安警察の警察官はすべて親衛隊に入隊せねばならない旨の政令が出され、ゲシュタポと党との一体化が進んだ。11月11日にはSDが保安警察を支持するため国家の命令に従うという内相布告が行われ、SDの再編問題が課題となりつつあった。1939年9月27日にはヒムラーの布告により国家機関である保安警察とSDがハイドリヒを長官とする国家保安本部（親衛隊の組織）の下に束ねられた。SDは同本部の第二局 (世界観調査)、第三局（内国情報）、第六局（外国情報）に分割され、ゲシュタポは第IV局 (Amt IV)、クリポは第V局 (Amt V) に配された。国家機関と党機関の区別はなくなり、ナチ党が国家機関を飲み込んだ型になった。ハイドリヒは公式には国家保安本部長官ではなく保安警察とSD長官を名乗った。これは国家と党の両方からの介入を受けないための措置であった。ここに国家・党を上回り、総統のみに直属する執行機関が成立した。ゲシュタポは国家保安本部の一部局となり、ハインリヒ・ミュラー局長の下に1職員数は約4万5000人に膨張した（1943年の最大規模時）。このミュラーは「ゲシュタポ・ミュラー」の異名を取るようになった。

### 戦時中

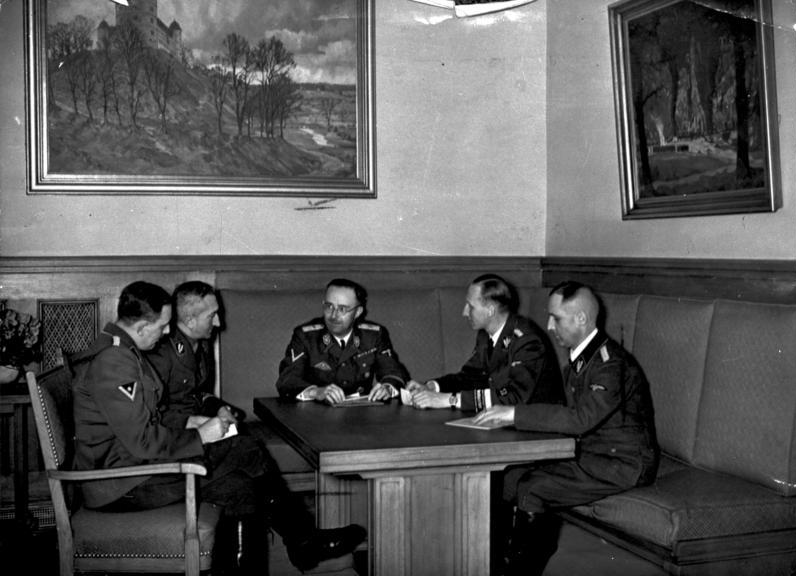
左からフランツ・ヨーゼフ・フーバー、アルトゥール・ネーベ、ヒムラー、ハイドリヒ、ミュラー。1939年11月、ミュンヘンにて

第二次世界大戦中、一時ドイツはヨーロッパのほぼ全域を占領下におさめ、ゲシュタポの活動もヨーロッパ中に拡大されることとなった。戦時中のゲシュタポは、ドイツ国内でも占領地でも保護拘禁と強制収容所移送を徹底した。特に1941年6月に独ソ戦がはじまると東ヨーロッパでそれは顕著となった。並行して国家保安本部はアインザッツグルッペンを組織し、東部戦線で「保安的警察措置」と称した反体制派やユダヤ人の銃殺活動を行っていた。第二局局長を務めたフランツ・ジックスは後に「ユダヤ系住民を部隊の安全にとって危険な存在とは思っていなかった」と証言しており、実態は治安活動ではなくジェノサイドの実行であった。
1941年12月に国防軍最高司令部総長ヴィルヘルム・カイテル元帥は「夜と霧」と呼ばれる法令の布告を行った。占領地で危険分子とみられた人物はゲシュタポによって「夜と霧」の中に消され、その消息は家族には一切通達されない旨が定められた。
1942年1月20日にハイドリヒはヨーロッパ・ユダヤ人の絶滅計画を策定するためにヴァンゼー会議を主催した。会議には各省の次官の他、ハインリヒ・ミュラー親衛隊中将（ゲシュタポ局長）やアドルフ・アイヒマン親衛隊中佐（ゲシュタポ・ユダヤ人課課長）などゲシュタポ幹部が出席した。絶滅政策は1941年代からすでに始まっていたが、この会議がヨーロッパ・ユダヤ人1100万人の絶滅を初めて公式に取り扱った会議となった。ヨーロッパ・ユダヤ人の絶滅が決定されると、アドルフ・アイヒマンの指揮の下にヨーロッパ中のユダヤ人が列車に詰め込まれて移送され、絶滅収容所や強制収容所へ送り込まれるようになった。
1942年6月4日、イギリスの支援を受けたチェコ人工作員による襲撃（エンスラポイド作戦）を受けたハイドリヒがその時の負傷が原因で死去した。親衛隊とゲシュタポは報復としてリディツェ・レジャーキ両村の壊滅を含めたチェコ人虐殺を行っている。1943年1月からはオーストリア・ナチス出身のエルンスト・カルテンブルンナーが代わって国家保安本部長官となった。
戦局が悪化する中、反体制分子の監視を強める必要性が強まり、ゲシュタポの権力は肥大化し、ヒムラーですらゲシュタポの影に悩まされることになった。著名なロケット技術者のヴェルナー・フォン・ブラウンが、無断で有人ロケット開発の資金繰りをしているという情報を掴み、ゲシュタポは彼を逮捕し、処刑しようとしたが、ヒトラーの仲介により取り止めになっている。その際、ヒトラーはフォン・ブラウンに「私でも説得するのに苦労したよ」と言ったという。
一方でユダヤ系の男性と結婚した女性が、配偶者の解放を求めたローゼンシュトラーセ抗議では、女性達の抗議に屈して彼らを解放するという例外的なケースも存在する。

### 戦後

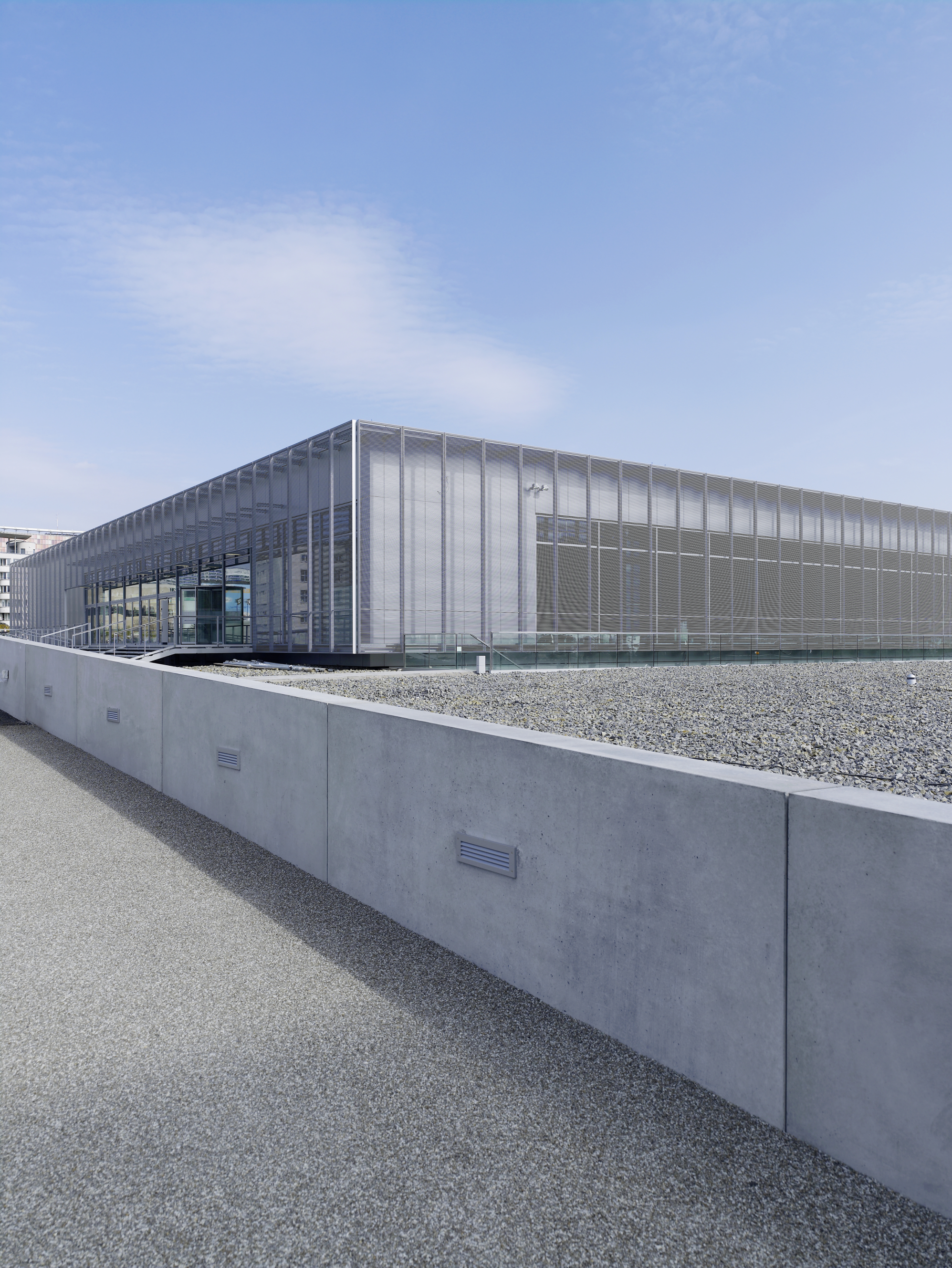
ゲシュタポ本部跡の博物館「テロのトポグラフィー」

1945年5月のベルリン宣言においてゲシュタポは軍や親衛隊とともに武装解除を命令された。ニュルンベルク裁判ではゲシュタポは「人道に対する罪」で告発された6組織（他にナチス指導部、国防軍最高司令部、親衛隊、突撃隊、ヒトラー内閣）の一つとなった。弁護側は「ゲシュタポは通常国にある政治警察と変わらない」「ヒムラーが警察長官となっても各州の警察はなんら影響を受けていない」と反論したが、認められず、有罪が宣告された。
この認定により1939年9月1日以降にゲシュタポ隊員であったものは犯罪組織成員として扱われ、各種の非ナチ化法廷にかけられることとなった。しかし一部の構成員はその経験や能力を買われ、第2次大戦後の東西両ドイツの警察機構に残る者、東側諸国ではシュタージ等、西側ではBND、CIA等の構成員となり、中東や南米では治安機関の育成にあたった。ゲシュタポ局長だったミュラーは姿を消し、現在まで行方不明である（1900年出生なので21世紀の現在も生きていれば120歳となり健在とは考え難い）。
プリンツ・アルブレヒト通り（現・ニーダーキルヒナー通り）にあったゲシュタポ・親衛隊本部・およびハインリヒ・ヒムラーの執務室のあった建物は、1945年2月の空襲と同年4月のベルリン市街戦で廃墟となり、1950年代半ばに取り壊された。ゲシュタポ跡地から隣接する親衛隊諜報部（SD）跡地（旧プリンツ・アルブレヒト宮殿）までの広大な空き地は、自動車運転練習所やごみ置き場などとして使われたほか、1961年のベルリン分断後には通りの中央にベルリンの壁が建てられた。1987年にはベルリン市750年記念行事の一環として、西ベルリン市政府により「恐怖政治の見取図（テロのトポグラフィー）」というオープンエアの野外博物館となり、国家社会主義による政治テロに関する展覧会場となったほか、関連資料の収集と研究が開始された。ドイツ再統一後の1990年代、屋内展示棟となる「記録センター」建設に向けての整地が始まり、2010年にようやく記録センターが開館した。「恐怖政治の見取図」（テロのトポグラフィー）の敷地内では旧ゲシュタポ本部の地下牢が発掘され公開されているほか、冷戦時代の政治テロの象徴ともいうべきベルリンの壁も敷地に沿って保存されている。

## 捜査手法

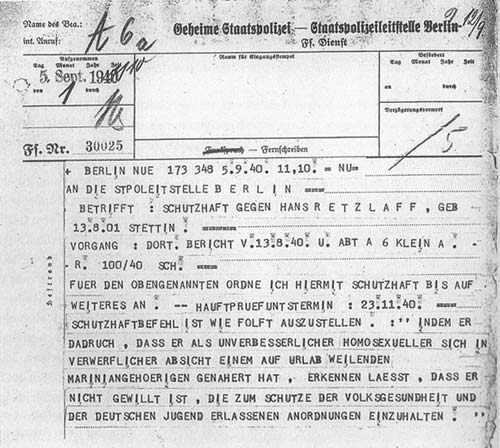
ゲシュタポの保護拘禁(Schutzhaft)書。同性愛者として賜暇中の海軍兵士に接近したHans Retzlaffをザクセンハウゼン強制収容所に収容するよう命じている。1940年9月5日付

ゲシュタポ要員は、示せばいつでも・どこへでも・令状なしの立ち入りが出来る専用身分証明書と、表面にライヒスアドラー、裏面に「Geheime Staatspolizei」の文字が浮き彫りにされ個人番号が打たれた楕円形の認識票を交付され、ドイツ国内や占領地域において、ナチス・ドイツの暴力装置として機能し、普通の人たちにまぎれて「夜と霧」と呼ばれる深夜から夜明けにかけての予期せぬ突然の逮捕、厳しい訊問や残酷な拷問、劣悪な待遇や拘禁などで知られ、ヨーロッパ中を震え上がらせた。これは、人材の配分が武装親衛隊、国防軍、警察の順になっており、ゲシュタポに社会的不適格者が配属されることが多かったのも原因と言われている。ゲシュタポ要員は、その身なりも黒い外套や手袋、黒眼鏡などを用いて人々に不吉な印象を与え、恐怖心を煽るためにやや芝居がかった茶番劇のような手法をとった。さらに粗暴、野蛮さ、気まぐれな振る舞い、怠け癖、皮肉な態度や、時には欺瞞的な温容ささえ示して思いのままに被疑者を調べ上げる権限を行使した。そのような彼らに対して、ドイツ国民は諦めの気持ちで従順に従った。個人で抵抗するにはあまりにも危険な組織であった。また、国外に逃亡したとしても、ゲシュタポの目からは逃れられなかった。ゲシュタポ構成員は、世界各国のドイツ大使館に派遣され、海外に亡命した反ナチスのドイツ人やユダヤ人の監視・摘発の任務に当たっていた。
大戦後の米ソ宇宙開発競争の立役者であるロケット工学者のヴェルナー・フォン・ブラウンは、ドイツ陸軍兵器局のヴァルター・ドルンベルガー陸軍大尉のもとでV2ロケットの開発に従事していたが、ゲシュタポは「（軍事兵器の開発に優先して）フォン・ブラウンが地球を回る軌道に乗せるロケットや、おそらく月に向かうロケットを建造することについて語ることをやめない」としてフォン・ブラウンを国家反逆罪で逮捕した。ドルンベルガーは、「もしフォン・ブラウンがいなければV-2は完成しない、そうなればあなたたちは責任を問われるだろう」とゲシュタポを説得し、フォン・ブラウンを釈放させようとした。しかし、それでもゲシュタポは許そうとせず、最後はヒトラー自らがゲシュタポをとりなし、ようやくフォン・ブラウンは解放された。そのときヒトラーは「私でも彼を釈放することはかなり困難だった」と言ったという。ゲシュタポの権限は、ヒトラーでさえ抑えるのに苦労するほどに強いものであった。

## 組織
国家保安本部　第IV局（ゲシュタポ）
- A部：ナチズムの敵やサボタージュに対する措置及び総合保安措置。
  - 1課：マルクス主義者、共産主義者
  - 2課：対サボタージュ
  - 3課：反動主義者、自由主義者
  - 4課：保安
- B部：キリスト教の政治活動、その他宗教会派。アドルフ・アイヒマンは第4課に所属。
  - 1課：カトリック
  - 2課：プロテスタント
  - 3課：フリーメーソンとその他宗教
  - 4課：ユダヤ関連
- C部：総務。
  - 1課：ファイルの作成とカード
  - 2課：強制収容、予防拘束
  - 3課：出版
  - 4課：党業務
- D部：占領地、在独外国人労働者。
- E部：防諜部。
  - 1課：一般防諜及び工場施設における防諜
  - 2課：一般経済問題
  - 3課：西欧諸国
  - 4課：北欧諸国
  - 5課：東欧諸国
  - 6課：南欧諸国
- F部：パスポート、身分証明、外国人監督警察。
- G部：国境警察。

## 階級
ゲシュタポは、先輩機関であるクリポと同様な階級制を採用した。文献にしばしば引用される階級は太文字で表記する。
| エージェント                         | 管理官 | 襟章 | 肩章 | 秩序警察同階級            | SS同階級                         |
| ------------------------------------ | --- | ---- | ---- | ------------------------- | -------------------------------- |
| -                                    | Reichskriminaldirektor 全国刑事取締役 Regierungs und Kriminaldirektor 参事及び刑事取締役                               |      |      | Oberst d. Polizei         | Standartenführer(親衛隊大佐)     |
| -                                    | Oberregierungs und Kriminalrat 上級参事及び刑事相談役                                                                  |      |      | Oberstleutnant d. Polizei | Obersturmbannführer(親衛隊中佐)  |
| -                                    | Regierungs und Kriminalrat 参事及び刑事相談役 Kriminaldirektor 刑事取締役 Kriminalrat 刑事相談役                       |      |      | Major d. Polizei          | Sturmbannführer(親衛隊少佐)      |
| -                                    | Kriminalrat 刑事相談役                                                                                                 |      |      | Hauptmann d. Polizei      | Hauptsturmführer(親衛隊大尉)     |
| Kriminalinspektor 刑事検査官         | Kriminalkommissar 刑事係警部                                                                                           |      |      | Oberleutnant d. Polizei   | Obersturmführer(親衛隊中尉)      |
| Kriminalobersekretär 上級刑事書記    | apl. Kriminalkommissar 員外刑事係警部 Kriminalkommissar auf Probe 刑事係警部研修生 Hilfskriminalkommissar 刑事係警部補 |      |      | Leutnant d. Polizei       | Untersturmführer(親衛隊少尉)     |
| -                                    | - | -    | -    | Meister                   | Sturmscharführer(親衛隊特務曹長) |
| Kriminalsekretär 刑事書記            | |      |      | Hauptwachtmeister         | Hauptscharführer(親衛隊上級曹長) |
| Kriminaloberassistent 上級刑事補     | |      |      | Revieroberwachtmeister    | Oberscharführer(親衛隊曹長)      |
| Kriminalassistent 刑事補             | |      |      | Oberwachtmeister          | Scharführer(親衛隊軍曹)          |
| Kriminalassistentanwärter 刑事補見習 | |      |      | Wachtmeister              | Unterscharführer(親衛隊伍長)     |

## 構成員数
14部時代の秘密警察部に所属していたのはわずか14名だった。ディールスの局長就任時には40名に増加し、1935年には本局勤務だけで600名を超えていた。1939年10月ごろにはゲシュタポ全体で2万名を数え、うち3000人がSD隊員であった。

## 制服
どのような制服を着用するかは、ほぼ毎年変更・改訂が加えられたため一概に言えないが親衛隊保安部(SD)とほぼ同じだった。違う点はカフタイトルを付けていないという点と、SDスリーブダイヤモンドに銀色の縁取りを付けているところだ。ベースとなる制服は1932年〜1938年までは1932年型勤務服（通称黒服）、以降は1938年型勤務服だが、1942年にヒムラーから「国家保安本部勤務の者はSS隊員・非SS隊員にかかわらず1932年型勤務服の着用は認めない」と着用禁止令を出されるほどだったのでまだ黒服を着用している者が多かった。
襟章については右襟がブランクのものでこれもSDのものと共通である。肩章はSD・保安警察では1931年〜1938年まで一般SS用のもので以降は陸軍型のものに変わった。これは黒台布は廃止されその上にグリーン台布のものだった。つまりSD/保安警察将校の場合は警察将校と同じものだった。
1941年8月には武装親衛隊と同様となり黒台布の上にグリーン台布の物となった。しかしこれは武装親衛隊の山岳兵科や装甲偵察兵科と混同するので1942年5月に再び警察型に変更されたがこれは兵・下士官のみが対象だったので将校は変更はなかった。したがって出動要請をされる保安警察は下士官・兵クラスで構成され、さらにはSDは大方が将校だったので変更されたのはゲシュタポと刑事警察で構成された現場の保安警察のみということになる。
このようにゲシュタポとその他の親衛隊機関（特にSD)の見た目での区別を非常に分かりにくくすることにより、すぐにゲシュタポ隊員と分からないようにする目的があった。
しかし、制服を着るか私服を着るかは個人の自己判断のため制服着用を義務づけられることはなかった。